# Рабин, Ицхак
Ицха́к Раби́н (ивр. יצחק רביןо файле‎; 1 марта 1922, Иерусалим, Подмандатная Палестина — 4 ноября 1995, Тель-Авив, Израиль) — израильский политический, государственный и военный деятель. Пятый и одиннадцатый премьер-министр Израиля (1974—1977, 1992—1995). Лауреат Нобелевской премии мира (1994). Убит 4 ноября 1995 года.

## Биография

### Происхождение и юность
Ицхак Рабин родился 1 марта 1922 года в Иерусалиме. Его родители — Роза Каган и Нехемия Рабин (Рабичев) репатриировались в подмандатную Палестину во времена третьей алии и являлись активными членами еврейской политической партии Ахдут ха-Авода.
Отец Рабина Нехемия Рабичев родился в 1886 году в городке Сидоровичи, недалеко от Киева в Российской империи (ныне Украина). Когда Нехемии Рабичеву было 18 лет, он отправился на заработки в США, здесь он присоединился к сионистскому рабочему движению «Поалей Цион», тогда же он ивритизировал свою фамилию Рабичев на ивритскую Рабин. В 1917 году он отправляется в Палестину, чтобы вступить в еврейский легион, сформированный британскими властями.
Мать Ицхака Рабина, Роза Каган, родилась в Могилёве в Российской империи (ныне Белоруссия), в то время Могилёв входил в черту оседлости. Роза родилась в еврейской семье, её отец Исаак Каган торговал лесом, брат её отца Мордехай Каган был активным общественным и сионистским деятелем, писателем и журналистом. Сын Мордехая Кагана, Давид Каган — один из лидеров ишува (Ишув — это еврейские поселения на территории Палестины), израильский дипломат и член Кнессета от фракции Мапай, а позже от Либеральной партии Израиля. Мать Розы Каган Шейна Рахель Барухина родилась в Белостоке, её дед был раввином. Роза Каган репатриировалась в Палестину в 1919 году, она была среди пассажиров корабля Руслан, первого корабля, прибывшего из России в Палестину. В Палестине Каган жила сначала в Иерусалиме, а затем в Хайфе, где стала одной из основателей ячейки Хаганы в городе и первой женщиной-руководителем Хаганы. Также она боролась за права женщин, за что и получила прозвище «Красная Роза».
Роза Каган и Нехемия Рабичев познакомились в Хайфе, там же они и поженились. В семье было двое детей, сын Ицхак и дочь Рахель.
Окончил сельскохозяйственную школу «Кадури» (1940), в которой познакомился с будущим руководителем «Пальмаха» Игалем Алоном.

### Военная карьера
- В 1941 году, в возрасте 19 лет после практики в кибуце Рамат-Йоханан, добровольно мобилизовался в «Пальмах».
- В 1945 году стал заместителем командира первого батальона «Пальмаха». В ходе акции, проведённой англичанами 29 июня 1945 года, был арестован; освобождён через пять месяцев. Рабин собирался поехать учиться в Калифорнию, но Игаль Алон отказал ему в этом.
- Воевал в Войне за независимость Израиля; руководил боевыми операциями в Иерусалиме и сражался с египетской армией в пустыне Негев.
- В 1948 году женился на репатриантке из Германии Лее Шлоссберг.
- Летом 1948 года, во время расстрела судна «Альталена», на котором организация ревизионистов «Иргун» доставила оружие из Европы, Рабин руководил штабом «Пальмаха» на набережной Тель-Авива в ходе столкновений с членами «Иргуна» после их попытки выгрузить груз с корабля и расстрелом пассажиров «Альталены», эвакуировавшихся с корабля после его поражения в результате артобстрела[2][3]. При этом Ури Мильштейн отвергает версию Рабина и его руководителей об опасности, угрожавшей штабу со стороны «Иргуна». Существует устойчивый миф, что он также руководил артобстрелом «Альталены». На самом деле «Альталена» была потоплена из орудия Гилеля Дальского, добровольца из Южной Африки, корректировщиком был артиллерийский наблюдатель Айзек Вайнштейн, в прошлом офицер Красной Армии, а руководство обстрелом осуществлял Игаэль Ядин по письменному приказу главы временного правительства Бен-Гуриона[2].
- 1956—1959 — генерал-майор Армии обороны Израиля.
- 1959—1963 — заместитель начальника Генерального Штаба.
- 1964—1968 — начальник Генерального Штаба. Под его командованием израильская армия одержала блестящую победу над вооружёнными силами Египта, Сирии и Иордании в Шестидневной войне.

### Политическая карьера
- После окончания военной карьеры, в феврале 1968 года, был назначен Послом Израиля в США.
- После пяти лет, в 1973 году вернулся из Вашингтона и присоединился к партии «Авода».
- В 1974 году был избран в кнессет и получил пост министра труда.
- В июне 1974 года после отставки Голды Меир стал премьер-министром. Правительство Рабина страдало от политической неустойчивости, в основном из-за конфликта Рабина с министром обороны Шимоном Пересом. 15 марта 1977 года газета «Хаарец» сообщила о существовании счёта в США, оформленного на имя Леи Рабин. Существование заграничного счёта было незаконным по израильским законам того времени. Ицхак Рабин взял ответственность на себя и 7 апреля 1977 года ушёл в отставку.
- С 1984 по 1990 год был министром обороны под начальством Шимона Переса, а потом — Ицхака Шамира.
- Когда началась Первая интифада, Рабин прибегнул к жёстким мерам и приказывал военным «ломать кости» палестинским демонстрантам. По мере продолжения интифады Рабин пришёл к выводу, что путь к разрешению арабо-израильского конфликта лежит не через насилие, а через переговоры с палестинцами.
- B 1992 году вновь был избран премьер-министром. Подписал в 1993 году «Соглашения в Осло» с Ясиром Арафатом, за что получил (вместе с Ясиром Арафатом и Шимоном Пересом) Нобелевскую премию мира. 9 сентября 1993 года, в преддверии подписания соглашений, Рабин получил письмо от лидера Организации освобождения Палестины Ясира Арафата, в котором последний отказывался от насилия и официально заявил о признании своей организацией Израиля. В тот же день Рабин послал Арафату ответное письмо, в котором официально объявил о признании Израилем ООП. В результате этих соглашений была создана Палестинская автономия, которой был передан частичный контроль над частью территории сектора Газа и Западного берега реки Иордан. Соглашения с ООП привели к раздвоению имиджа Рабина в израильском обществе: одни считают его героем за стремление к миру, другие — предателем за отдачу палестинцам земель, которые, по их мнению, принадлежат Израилю.
- 26 октября 1994 года подписал мирный договор с Иорданией.

## Убийство
4 ноября 1995 года, когда после выступления на многотысячном митинге в поддержку процесса «Осло» на Площади Царей Израиля в Тель-Авиве Рабин подходил к своей машине, в него были произведены три выстрела. Через 40 минут он скончался от ран в больнице «Ихилов». Убийца, Игаль Амир, религиозный студент, мотивировал своё преступление тем, что «защищал народ Израиля от соглашений в Осло».
Убийство Рабина потрясло цивилизованный мир и израильское общество. На его похороны прилетели главы многих государств, включая президента США Билла Клинтона, президента Египта Хосни Мубарака и короля Иордании Хусейна. Сын покойного Юваль Рабин получил тысячи писем с выражениями соболезнования его семье.
Похоронен на горе Герцля в Иерусалиме.
После убийства Ицхак Рабин стал национальным символом для израильского левого лагеря. Площадь царей Израиля была переименована в площадь Рабина, на месте убийства установлен памятный знак.
Внезапная смерть Рабина породила разнообразные слухи и теории, а также различные теории заговора. В 2019 году был снят израильский художественный фильм «Подстрекательство».

## Память о Рабине
Законом о Дне Памяти от 1997 года постановлено, что двенадцатый день месяца Хешван по еврейскому календарю станет официальным днём памяти Ицхака Рабина.
К концу 2007 года имя Ицхака Рабина носили: 28 школ; 8 учебных городков; 26 проспектов, улиц, дорог и мостов; 14 районов, 13 микрорайонов (из них 4 в Тель-Авиве); 12 садов, бульваров и деревьев, посаженных в честь покойного премьера; 11 площадей; 10 зданий и комплексов, в том числе театр; 7 парков; 3 общественных центра; 3 факультета (в Хайфе и Иерусалиме); 2 правительственных городка (в Хайфе и Нацерете); 2 синагоги; 2 спортивных комплекса; 2 отделения травматологии; 1 населённый пункт (Цур-Ицхак, который возводится в настоящее время рядом с посёлком Цур-Игаль); 1 военная база; 1 торговый комплекс (в Кирьят-Оно); 1 больница; 1 электростанция; КПП в Эйлате на границе с Иорданией. Помимо всего этого, в Тель-Авиве построен огромный Центр изучения наследия Рабина. В городе Одесса улица названа в честь Ицхака Рабина. В городе Нюрнберг (Германия) есть улица Ицхака Рабина. Интересно, что эта улица в Нюрнберге пересекается с проспектом, названным в честь другого политического деятеля Израиля — Давида Бен-Гуриона.
7 ноября 2009 года на центральной площади Тель-Авива прошёл 20-тысячный митинг по случаю 14-й годовщины убийства Ицхака Рабина. Главным событием стало видеообращение президента США Барака Обамы, в ходе которого он выразил надежду, что между израильтянами и палестинцами вскоре будет достигнут мир, и отдал должное мужеству Ицхака Рабина.